# Debeerius effelseni
Il debeerio (Debeerius effelseni) è un pesce cartilagineo estinto, vissuto nel Carbonifero medio (circa 320 milioni di anni fa). I suoi resti sono stati ritrovati nel famoso giacimento di Bear Gulch, in Montana (USA).

## Descrizione
Questo animale, di circa 30 centimetri di lunghezza, possedeva un corpo allungato privo dei tipici denticoli dermici dei pesci cartilaginei, e una grande testa sproporzionata, il che lo rendeva simile all'attuale chimera (Chimaera monstrosa). La prima pinna dorsale era ben sviluppata, e possedeva una spina anteriore allungata e arcuata. La seconda pinna dorsale, invece, era lunga e bassa, e richiamava nella forma quella presente in un altro pesce cartilagineo del Carbonifero, Helodus. Anche le pinne pettorali e caudali erano molto sviluppate. I denti di questo animale erano piccoli, numerosi e di forma variabile. L'articolazione della mandibola era molto primitiva.

## Classificazione
Debeerius appartiene alla famiglia Debeeriidae, un piccolo gruppo di pesci cartilaginei dalle caratteristiche intermedie tra quelle degli squali e delle chimere. Insieme ad altri pesci come Orodus e gli iniotterigi, questi animali appartenevano a un gruppo di pesci cartilaginei primitivi noti come Paraselaci. Uno stretto parente di Debeerius era Heteropetalus, rinvenuto anch'esso nel giacimento di Bear Gulch.

## Stile di vita
La conservazione eccezionale del giacimento di Bear Gulch ha permesso di ricostruire i motivi che ornavano il corpo di Debeerius: strisce più scure verticali davano all'animale un aspetto zebrato. Questi ornamenti si ritrovano attualmente nei pesci tropicali, ed è ragionevole pensare che Debeerius vivesse in modo simile, nuotando lentamente tra i coralli. Alcuni fossili hanno conservato il contenuto dello stomaco: vi erano frammenti di conchiglie, resti di alghe e anche larve di pesci ossei. 